# Aaaaba
Aaaaba (نام علمی: Aaaaba) نام یک سرده از تیره سوسک‌های جواهر است.
یک جنس از خانواده سوسک‌های جواهر می‌باشد. این خانواده و این جنس در استرالیا یافت شده‌اند. این جنس در سال ۱۸۶۴ توسط آشیل دیرول کشف شد.